# Servette Geneva eSports
 (juillet 2020).
Le Servette Geneva eSports, ou Servette eSports, était un club d'eSport suisse basé à Genève et fondé le 16 mars 2017. Ce club a constitué la branche eSport du Servette Football Club 1890 avec de nombreux titres de champion de Suisse, notamment dans les jeux Rocket League et Hearthstone.
A sa création, il comptait trois équipes dans trois jeux vidéos différents (Rocket League, Hearthstone et Overwatch), puis le 24 mai 2019 est créée une nouvelle équipe sur le jeu Super Smash Bros. Ultimate, puis le 15 août 2019 une équipe sur le jeu FIFA. En cours d'année 2018, le Servette Geneva eSports perd son équipe Overwatch. Le club suspend ses activités le 20 Août 2020.

## Histoire
Le 16 mars 2017, le Servette FC décide de créer sa branche eSports, comme l'ont déjà fait plusieurs clubs suisses. Ce sont Sébastien Frachet, Richard Feuz et Loïc Luscher qui se saisiront du projet de Nicolas Pidancet et Loris Caggiula.
Le premier manager général Loris Caggiula rejoint les rangs du Servette Geneva eSports le 22 mars de cette année. Le club commence ses premières compétitions le 3 et 4 juin lors des tournois en ligne de la 2e édition de la Geneva Gaming Convention. Dans Hearthstone, le joueur TheRabbin gagne la finale.
L'équipe d'Overwatch débute en gagnant le 3e tournoi Crystal Gaming Cup en dominant Focus Gaming. C'est son premier tournoi en ligne qui se joue contre une majorité d'équipes françaises.
L'équipe Overwatch, termine 2e dans la 3e édition de Oserv OW Party (défaite contre Hard2Carry en finale). Puis le 25 juin, le Servette Geneva eSport obtient une 8e place dans l'un des tournois Overwatch les plus importants en France; la Tribe eSports. Le 1er juillet, les Servettiens reviennent plus forts en remportant la 1re place du Qualifier pour la No Mercy League.
Malgré la bonne première prestation de l'équipe Hearthstone, la réussite n'est pas avec le Servette Geneva eSports lors de la Mulligan Cup, qui termine à la 8e position.
Le 10 septembre 2017, l'équipe Overwatch se déplace à Zurich pour les phases finales de la 2e saison de la No Mercy League Overwatch. Elle bat mYinsanity en demi-finale 2-0 puis domine Swiss Prime Gaming en finale.
Fin 2017, Naxoo devient partenaire de Servette Geneva eSports.
En début d'année 2018 , Servette Geneva eSports réorganise sa structure à la suite du départ de Loris Caggiula. Nicolas Sperduto prendra sa place à la tête de manager général et des capitaines sont désignés pour chaque équipe. Nadir Laguerre devient capitaine de l'équipe Overwatch et assistant-manager. Lucien "TheRabbin" Ding devient capitaine Hearthstone et Flavio "Flaav" Ribeiro capitaine Rocket League.
Le 6 mai 2018, l'équipe Rocket League devient la première équipe suisse à participer à la RLCS (première division mondiale) et parvient dans le TOP20 des meilleures équipes mondiales.
Le 21 septembre 2019, la Bâloise Assurances devient partenaire de Servette Geneva eSports.
Le 2 octobre 2018, est créé la chaîne Twitch pour diffuser les matches eSports sous le nom de ServetteGenevaTV.
En début d'année 2019, Nicolas Sperduto quitte sa place de manager général, il est remplacé par Nadir Laguerre.
Le 14 mai 2019, Division 1 devient sponsor de Servette Geneva eSports.
Le 10 février 2020, SnapShot devient sponsor de Servette Geneva eSports.
Le 28 août 2020, le club annonce la suspension des activités et le retrait de la scène eSport .

## Divisions

### Rocket League
La branche Rocket League est créée au début du club, l'équipe est la plus performante de Servette Geneva eSports, qui détient à elle seule 15 titres de champion, 7 médailles d'argent et 2 médailles de bronze dans de multiples coupes suisses et européennes. Elle a été pendant un temps dans le TOP 20 des meilleures équipes au monde.
A ses débuts, l'équipe pouvait compter sur les joueurs Skyline, Ikewolf et FlaaV.

#### Saison 2017
L'équipe commence ses premières compétitions le 3 juin 2017 lors des tournois en ligne de la 2e édition de la Geneva Gaming Convention. Lors de cet événement, l'équipe gagne la première place en battant son rival lémanique Lausanne-Sports eSports.
L'équipe est la seule à être constante durant ses premiers mois d'existence en remportant la première place de la Prefire Cup (devenu Swiss eSports League; SESL), le 17 juin face encore une fois à Lausanne-Sports eSports. Elle domine la rencontre avec un 3-0 final dans un BO5.
Encore une rencontre contre le Lausanne-Sports eSports et encore une victoire 5-2 lors de la Geneva Gaming Convention.
Entre le 9 octobre et le 6 novembre se déroulait le premier championnat ESL Rocket League de France, où Servette Geneva eSports a eu la chance de pouvoir participer et termine à la deuxième place. À la suite de ces résultats, elle est conviée aux phases à élimination directe de la Paris Games Week. Servette Geneva eSports termine à une excellente 3e place . Pendant ce tournoi, l'équipe Servettienne possédait les joueurs Kevin "Skyline" Carvalho,  Ikewolf, hell0 et Dadooh.
Du 12 au 15 octobre, l'équipe se déplaçait à Berne pour la Switzerlan. Ikewolf, Skyline et FlaaV n'ont pas manqué de faire valoir leurs talents. Sur 18 équipes au total, ils remportent la finale face à  Arctic Gaming.
Les trois mêmes joueurs se déplacent le 20 octobre à Zurich, pour jouer les finales de la Zürich Game Show.
A la fin de l'année 2017, l'équipe Rocket League de Servette Geneva eSports aura remporté 5 médailles d'or et une médaille de bronze dans plusieurs championnats/coupes différentes.

#### Saison 2018
Au début 2018, des changements s'opèrent dans la direction du Servette Geneva eSports et une capitaine est nommé dans chaque équipe. Flavio "FlaaV" Ribeiro devient le capitaine Rocket League.
C'est aussi au début 2018 que l'équipe Rocket League fait l'acquisition du joueur Lukas "Zaphare" Jakober.
C'est le 16 mars que les compétitions européennes s'ouvrent à Servette, ils s'inscrivent pour la Rocket_League_Rival_Series RLRS (2ème division Rocket League mondiale). Il y a donc deux équipes Servette Geneva eSports, une pour les compétitions Suisses, et l'autre pour la RLRS. La deuxième équipe compte désormais sur les joueurs Alex "Alex161" Ernst, Kevin "Skyline" Carvalho et Mohammed "Mummisnow" Joseph Salameh tout droit venus de l'ancienne équipe ExRay.
Du 30 mars au 2 avril, se tenait au SwissTech Convention Center de Lausanne la PolyLAN31. À la fin des play-offs, l'équipe termine invaincue de son groupe et continue son chemin jusqu'à la finale où elle retrouve son rival, le Lausanne-Sports eSports. L'équipe genevoise continue sa domination sur Lausanne et gagne 4-1 dans un BO7.
Le 3 avril se déroulaient les play-offs de la Premier Division de la Swiss eSports League (SESL). Après de très beaux matches, Servette se propulse en finale (jouée à Zurich). Ils retrouvent encore une fois le Lausanne-Sport eSports dans un BO7 se terminant sur le score de 4-1 pour les Grenat qui remportent la SESL Winter Season.
Le 6 mai est une date gravée dans la roche pour l'équipe Rocket League, c'est la première fois qu'elle accède à la Rocket League Championship Series RLCS (1ère division Rocket League mondiale) et rentre dans le TOP20 des meilleures équipes au monde. Devant plus de 60'000 spectateur sur Twitch, ils accèdent à la RLCS en terminant 2ème de RLRS après avoir battu Team Excel 4-1 et Team Secret 4-3 .
Jour d'ascension (10 mai), Servette Geneva eSports joue la finale du Swiss Gaming Challenge durant la Fantasy Basel à Bâle, contre l'équipe du Lausanne-Sports eSports. Zaphare, FlaaV et Skyline maintiennent l'invincibilité de Servette en Suisse et gagnent finalement 4-1 .
Le 22 mai, la team Rocket League ajoute le joueur João "Sack" Paixão à son effectif.
Servette Geneva eSports rafle encore la mise lors de la finale de la Swiss eSports League. L'équipe y est quelque peu chamboulée car FlaaV est remplacé par le jeune joueur SadMonk ,mais ce changement n'en a pas sur le résultat final, Servette s'impose 4-2 face à Arctic Gaming dans un BO7.
À la mi-juillet, Servette Geneva eSports se sépare de son équipe de classe mondiale, Mohammed "Mummisnow" Joseph Salameh part chez Fnatic tandis que Alex "Alex161" Ernst et Kevin "Skyline" Carvalho reçoivent des propositions de transfert pour Mousesports,,,.
Servette Geneva eSports a la chance de représenter la Suisse pour le tournoi européen Mountain Dew Fuel League à Birmingham qui se déroule lors du Insomnia Gaming Fest, du 24 au 27 août. Ils affrontent les représentants des Pays-Bas, Danemark et Royaume-Uni. L'équipe n'est pas composée entièrement de joueurs Servettiens, en effet, les joueurs Grenat Zaphare et FlaaV sont bien présents et se rajoutent à eux le joueur Lausannois Arkan pour former l'équipe Suisse. Ils perdent leur premier match contre les Néerlandais de  Team Scavenge 3-0 mais gagnent le match pour la 3ème place contre les Anglais de Team Not quite good 3-0 et finissent donc 3ème.
Le 5 septembre, l'équipe se sépare du joueur João "Sack" Paixão .
Durant le mois de septembre, Servette Geneva eSports fait l'acquisition de Nico "Stocki" Stockenberger.
Malheureusement, l'invincibilité genevoise n'est pas éternelle et le Servette Geneva eSports perd son premier match dans une grande compétition suisse;  la SwitzerLAN de Berne. L'équipe s'incline face au Lausanne-Sports eSports en finale le 14 octobre.
Une revanche s'impose donc, le 18 novembre pour la finale de la Swiss eSports League. Les genevois sont invaincus en SESL et espèrent bien continuer pour rafler une 3ème coupe SESL d'affilée. Les joueurs Zaphare, Stocki et MirrorWing font partie de la composition servettiennne. Ce dernier était présent dans l'effectif mais pas encore officiellement assimilé à Servette. La finale se termine sur le score de 4-3 pour Servette Geneva eSports qui remporte la SESL Fall Season.
Le 15 et 16 décembre se tenait la première édition de la TCSeSports League depuis Zurich. Les Genevois gagnent leur demi-finale 3-1 contre Team SIR, accèdent à la finale et la gagnent face à Arctic Gaming 4 à 3. Rien n'arrête les Servettiens qui remportent encore une compétition suisse.

#### Saison 2019
Début 2019, Lukas "Zaphare" Jakober fait une pause dans sa carrière eSports. Flavio "FlaaV" Ribeiro, quant à lui, prend du recul sur l'eSport et fait office manager et de remplaçant. Le joueur allemand Keever , en provenance de Lausanne-Sport eSports vient renforcer le contingent et est suivi par deux joueurs de a Frosch;  Claudio "coKaaa" Pesce et Riccardo "Rizex45" Mazzotta,,.
Pour des raisons inconnues, Servette Geneva eSports se sépare de Nico "Stocki" Stockenberger en février.
Le 25 février, le joueur Tater vient compenser la place perdue de Stocki.
Le 17 mars avait lieu la finale de la SESL Winter League. Les joueurs retrouvent Lausanne-Sports eSports en finale et s'inclinent 4-1. Il s'agit de la première coupe SESL que Servette perd.
Un communiqué apparait le 25 mars, présentant la nouvelle équipe du Servette Geneva eSports. Lukas "Zaphare" Jakober est le capitaine, Quentin "MirrorWing" Lentz, l'ancien joueur lausannois rejoint officiellement le Servette Geneva eSports après avoir déjà joué un match pour eux et enfin Lien "Yagi" Meyer en provenance d'Arctic Gaming et âgé seulement de 15 ans. Ces joueurs vont essayer de défendre le titre de Servette à la TCSeSports League. Rizex45, coKaaa et Tater quittent donc l'équipe.
Grand tournoi francophone le 20 au 22 mai, week-end de Pâques. Les Servettiens sont conviés à la Gamers Assembly de Poitiers. Dans les play-offs, ils finissent 3ème de leur groupe avec 8 victoires et une seule défaite. Après un long chemin pour arriver en finale, les Grenats arrivent en finale qu'ils perdent 4-2 contre Exalty. C'est l'un des plus gros exploits Servettien en francophonie.
Les Servettiens réalisent leur meilleur saison TCSeSports en finissant le championnat à 9 victoires et 0 défaites. Lors des phases finales, ils affrontent Lausanne-Sports eSport et gagnent 3-0, ils accèdent donc à la finale. Là, ils affrontent à nouveau Lausanne-Sports eSports dans un système de tournoi à double élimination et remportent le titre 4-2. Ils gagnent donc pour la deuxième année consécutive la TCSeSports League.
Pendant le mois de juin, Lien "Yagi" Meyer quitte le club.
Servette Geneva eSports faiblit lors de la SESL Spring Season. L'équipe perdante du système du tournoi à double élimination se voit obligée de gagner contre Pinch-a-Colada pour pouvoir accéder à la finale contre le Lausanne-Sports eSports. Chose due chose faite, les joueurs FlaaV, Zaphare et MirrorWing écrasent complètement les espoirs de Pinch-a-Colada en les battant 4-0. La finale se jouait donc contre les lausannois, les Servettiens perdent malheureusement en BO7 sur le score de 4-0 (30 juin).
Pour la première fois, les Rocketers vont participer à la Dreamhack ayant lieu cette année à Valence. L'équipe se constitue de Zaphare, MirrorWing, FlaaV et seront aidés par la jeune joueur irlandais Nelson "virtuoso" Lasko qui ne fera office de remplaçant et ne jouera plus avec le Servette Geneva eSports. Le premier match les oppose à l'équipe Autralienne Chiefs eSport, les Genevois n'ont aucune chance et perdent 3-1 (lors d'un BO5). Ils doivent ensuite gagner contre les Américains de NRG eSports pour pouvoir avoir une chance de continuer dans la DreamHack. Mais ils s'heurtent à une excellente équipe et perdent 3-1. Ils sont dès lors éliminés de la DreamHack,.
Fin août, les joueurs Kevin "Skyline" Carvalho (de l'équipe "The Rightovers") et Léo "Hell0" Michel (de l'équipe Lausanne-Sports eSports) reviennent renforcer l'équipe.
Le 13 septembre, Zaphare, MirrorWing et Classic' font chemin vers Zurich pour jouer les finales de la Swiss Gaming Challenge. Ils s'imposent face à Team SIR 4-0 dans un BO7 et remportent le titre par la même occasion.
Le premier week-end de novembre laisse place à la Paris Games Week, l'équipe Servettienne se déplace en espérant faire mieux qu'une 2ème place comme lors de la dernière Gamers Assembly. Malheureusement, la Baguette Squad ne pense pas pareil et s'impose sur Servette 4-2.
Nouvelle édition de la TCSeSports League et à nouveau un tournoi SwitzerLAN et tout cela en un seul week-end (23-24 novembre). Dans la première compétition, Servette Geneva eSports est d'ores et déjà qualifiée pour la grande finale, où ils affrontent Team SIR et gagnent 4-0. Quant à la deuxième compétition, ils s'inclinent 4-0 face au rouleau-compresseur français  Apologis eSports. Ils finissent donc 1ers de la TCS eSports League mais "seulement" 2ème de la SwitzerLAN .

#### Saison 2020
Grand retour de l'équipe Genevoise dans la compétition européenne. En effet, Servette a réussi à se qualifier à nouveau pour jouer en RLRS (2ème division de Rocket League) en début d'année 2020.
Du samedi 11 au lundi 13 avril se tenait la Gamers Assembly mais cette fois en Online (en ligne) à cause de la Pandémie de Covid-19 en France et les circonstances étranges de cet événement eut un impact sur les joueurs qui échouent au pied du podium derrière SpeedUp..
Le 26 avril se déroulait la 180Line et les Servettiens y participaient pour la première fois. À noter la presqu'étonnante victoire du Servette Geneva eSports face aux français de Made In Sky .
Leur dernière victoire au compteur d'un grand tournoi est celle contre l'équipe Coconutters lors de la TCS eSports League 4-2 en finale après avoir battu Lausanne-Sports eSports 3-0.

### Hearthstone
La branche Hearthstone, tout comme la branche Rocket League, existe depuis la création de Servette Geneva eSports. Cette équipe a toujours été l'une des plus performantes de ce club. Elle détient à elle-seule 3 titres de champion, 6 médailles d'argent et 3 médailles de bronze dans de multiples coupes suisses et européennes. Malgré le fait qu'elle ait participé à plusieurs coupes européennes, elle joue majoritairement en Suisse.

#### Saison 2017
Le joueur Lucien "TheRabbin" Ding commence fort les premiers matches sous les couleurs Grenat, le 3 et 4 juin, lors du tournoi Online (en ligne) de la 2e édition de la Geneva Gaming Convention il remporte son premier titre pour Servette.
Le 23 et 24 juin, pour son deuxième tournoi en tant que Grenat, il ne réalise pas un sans-faute pendant la Geneva Gaming Convention, il est arrêté en quart de finale.
Le joueur se rattrape lors de la Mulligan Garden Cup, il finit deuxième.
TheRabbin doit jouer deux tournois différents en seulement 2 jours. Lors de la Tadzingo Cup il enchaîne les victoires jusqu'à la finale. Il est battu par Hofme de l'équipe SilentGaming. Puis lors de la SwitzerLAN de Berne il parvient à se faire une place et finit deuxième.
A la fin de l'année 2017, la branche Hearthstone de Servette Geneva eSports aura remporté 1 médaille d'or, 2 médailles d'argent et 1 médaille de bronze dans plusieurs coupes différentes.

#### Saison 2018
L'équipe Hearthstone s'étoffe dès le 1er février, trois nouveaux joueurs sont recrutés, "Ross" Rossi, Yoann "Nights" Fasel et Alexandre "TalexPrime" Buchi.
Ross fait sa première apparition Grenat pendant l'Arma Cup à Versailles, il se hisse en finale contre Windello de Team Vitality qu'il perdra malheureusement 3-2.
Les joueurs Ross et TheRabbin représentent le Servette Geneva eSports à la PolyLAN 31 dans les studios SwissTech Convention Center de Lausanne, les deux joueurs se qualifient pour la deuxième phase. Ross finit 12e. TheRabbin réussit tous ses matches, il atteint la finale où il affronte StrikeReaper de l'équipe mYinsanity . Le Servettien perd le BO3 et termine à la  deuxième place.